# Wells Ridge
Wells Ridge är en bergstopp i Antarktis. Den ligger i Västantarktis. Inget land gör anspråk på området. Toppen på Wells Ridge är 537 meter över havet.
Terrängen runt Wells Ridge är kuperad västerut, men österut är den platt. Trakten är obefolkad. Det finns inga samhällen i närheten. 